# Les Cullayes
Les Cullayes är en ort i kommunen Servion i kantonen Vaud i Schweiz. Den ligger cirka 11 kilometer nordost om Lausanne. Orten har 841 invånare (2021).
Orten var före den 1 januari 2012 en egen kommun, men inkorporerades då in i kommunen Servion.